# 图帕克·瓦尔帕
圖帕克·瓦爾帕（奇楚瓦語：Tupaq Wallpa；？—1533年10月），印加人第15代的薩帕·印卡（皇帝），也是印加帝國被西班牙殖民者征服之後所立的第一位傀儡皇帝。
圖帕克·瓦爾帕是瓦斯卡爾以及阿塔瓦爾帕的弟弟。1533年7月26日，阿塔瓦爾帕被西班牙殖民者處死，殖民者立圖帕克·瓦爾帕為傀儡統治者，為他舉行了盛大的登基典禮。西班牙人利用他來統治印加人、竊取印加人的黃金寶藏。
圖帕克·瓦爾帕登基後不久，就因天花在豪哈逝世。他的另一位地位不高的弟弟曼科·印卡·尤潘基被立為傀儡皇帝。
《印卡王室述評》的作者加西拉索·德拉維加是圖帕克·瓦爾帕的外孫。
| 統治者頭銜          | 統治者頭銜       | 統治者頭銜                |
| ------------------- | ---------------- | ------------------------- |
| 前任者： 阿塔瓦爾帕 | 薩帕·印卡 1533年 | 繼任者： 曼科·印卡·尤潘基 |